# Robert av Taranto
Robert av Taranto, född okänt år, död 1364, var titulärkejsare av Latinska riket och furste i den grekiska korsfararstaten furstendömet Achaea från 1332 till 1364. Han ärvde anspråken på Latinska riket av sin mor, och furstendömet Taranto av sin far. 